# Mathieu Jouve Jourdan
Mathieu Jouve Jourdan, detto Jourdan Coupe-Tête (Saint-Jeures, 5 ottobre 1746 – Parigi, 27 maggio 1794), è stato un rivoluzionario francese.

## Biografia

### I primi anni
Mathieu Jouve fu battezzato cattolico il 6 ottobre 1746, a Saint-Jeures de Bonas, attualmente nell'Alta Loira, da Titoulet, parroco di Saint-Félicien, attualmente in Ardèche. Era il figlio di Pierre Jouve e di Jeanne-Marie Gibert. Nato nell'Alta Loira, fu generalmente chiamato "Ardéchois".
Macellaio, maniscalco, soldato, Mathieu Jouve Jourdan proveniva da una vecchia famiglia di Saint-Agrève, con stemmi dal XIV secolo. Attaccò il castello di Paulin, a Monistrol, e vi rubò 30.000 livres. Condannato al supplizio della ruota, riuscì a fuggire e passò al servizio del cardinale de Rohan, che gli concesse la grazia nel 1783. Era un vecchio schiavo dei barbareschi in Marocco, dove aveva imparato a tagliare teste.

### La rivoluzione

#### Parigi
Fu poi produttore di cabaret a Parigi, quando iniziò la rivoluzione. Partecipando alla presa della Bastiglia il 14 luglio 1789, gli fu attribuito l'assassinio e la decapitazione del governatore della fortezza, il marchese de Launay, di cui era stato palafreniere.
Divenuto una delle guardie di La Fayette, fu anche responsabile delle atrocità notturne commesse a Versailles durante le giornate del 5 e 6 ottobre 1789, decapitando con un colpo d'ascia i cadaveri di François Rouph de Varicourt e Jean-François Pagès des Huttes, le due fedelissime guardie del corpo della regina Maria Antonietta, che si erano interposte fra gli sbirri di La Fayette per tentare di proteggere la fuga della regina di Francia che salvarono in extremis durante l'assalto al castello.

#### Avignone

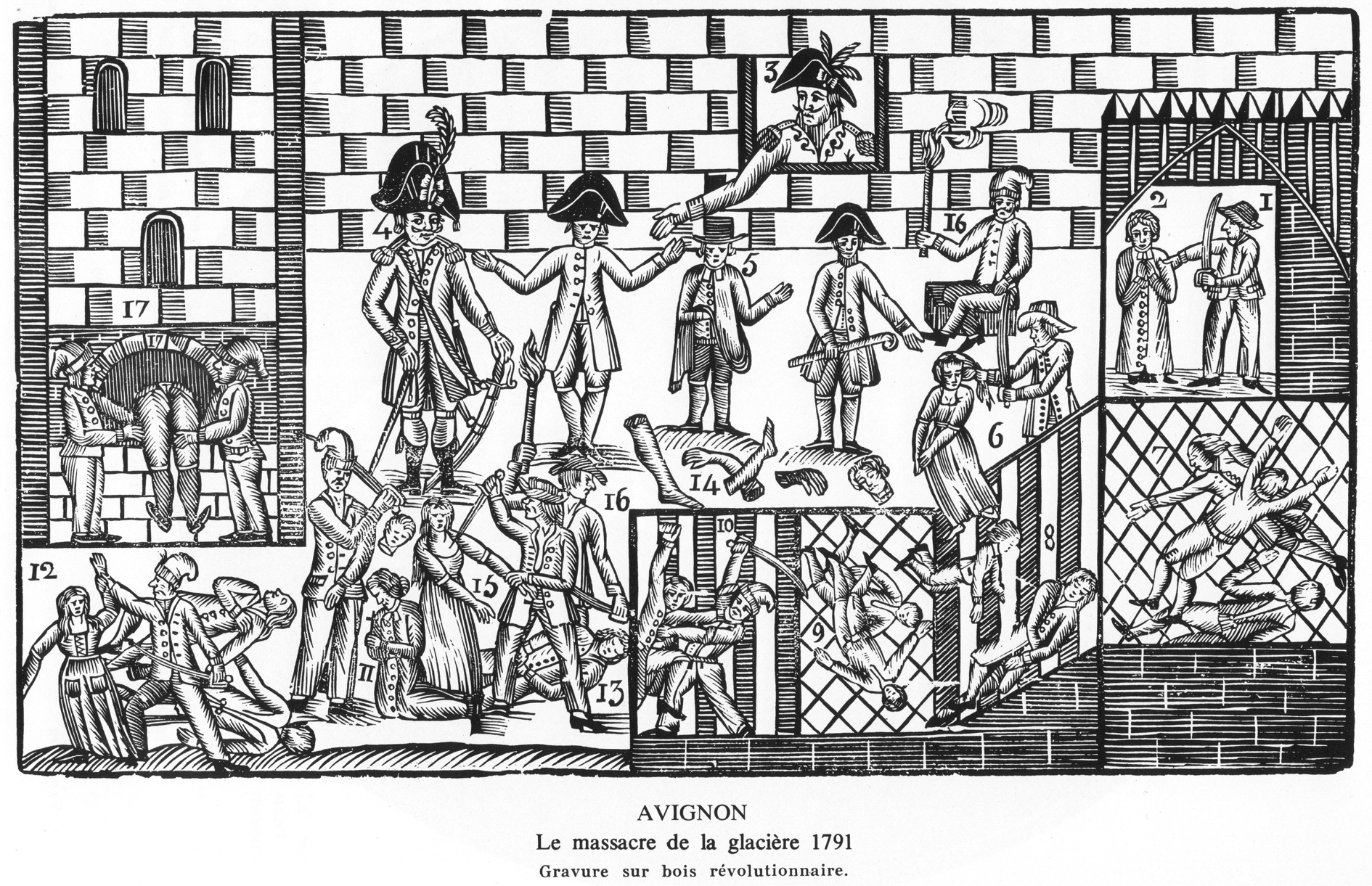
Illustrazione del massacro di Glacière, incisione su legno della fine del XVIII secolo.

Dopo aver lasciato la capitale, si stabilì come mercante ad Avignone e si unì ai patrioti che desideravano l'annessione della città e del Contado Venassino alla Francia. Partecipò alla presa del Palazzo dei Papi, allora residenza del vice-legato, il 10 giugno 1790. Capo dei volontari di Vaucluse favorevoli all'annessione del Contado Venassino alla Francia, si distinse per la sua crudeltà, bruciando castelli e i raccolti dei sostenitori del papato.
Sempre a capo dell'esercito di Vaucluse, rovesciò il comune il 21 agosto 1791. Fu soprannominato "Jourdan Coupe-Tête", dopo il massacro della Glacière, ad Avignone, il 16 e 17 ottobre 1791. Sfuggì alla giustizia grazie all'amnistia del marzo 1792.

#### La caduta e l'esecuzione
Nel 1793, i deputati della Convenzione gli affidarono il comando della gendarmeria dei dipartimenti di Vaucluse e di Bocche del Rodano. Il suo comportamento brutale suscitò numerose proteste.
Jourdan Coupe-Tête attraversò la linea il giorno in cui fece arrestare senza ordini, come parte degli scontri dell'anno ventoso II (marzo 1794) tra fazioni rivoluzionarie, membri del tribunale penale del dipartimento di Vaucluse. Con l'autorizzazione del Comitato di salute pubblica, Etienne-Christophe Maignet, che combatteva tanto contro i controrivoluzionari quanto contro gli ultra-rivoluzionari, lo fece arrestare ad Avignone il 23 aprile e trasferire a Parigi.
Il suo giudizio fu condotto rapidamente e salì sul patibolo il 27 maggio 1794, due mesi prima di Maximilien de Robespierre.

## Letteratura
- In I miserabili, Victor Hugo fece dire a un convenzionale: "Jourdan-Coupe-Tête è un mostro, ma meno di M. il marchese de Louvois".[4][5]